# 戈特弗里德·凯勒

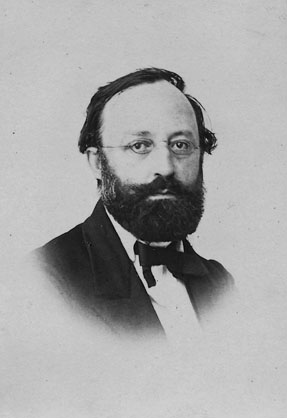
1860年的戈特弗里德·凯勒

戈特弗雷德·凯勒（德語：Gottfried Keller，1819年7月19日—1890年7月15日），瑞士诗人、小说家，19世纪德语文学“诗意现实主义”最重要的代表之一。凯勒年轻时积极参加革命活动，其诗歌充满革命热情。激励了许多音乐家将其改编成音乐。其以小说集《塞尔德维拉的人们》为代表的短篇小说人物丰富多彩，细节描写丰富生动，批判了社会风气对人民淳朴天性的腐蚀，特别是其中的《乡村的罗密欧与朱丽叶》已成为德语文学中的杰作。凯勒的长篇代表作《绿衣亨利》塑造了许多鲜明生动的人物形象，流露出作者对祖国和人民的热爱，被认为是歌德的《威廉·迈斯特》的姊妹篇。

## 生平

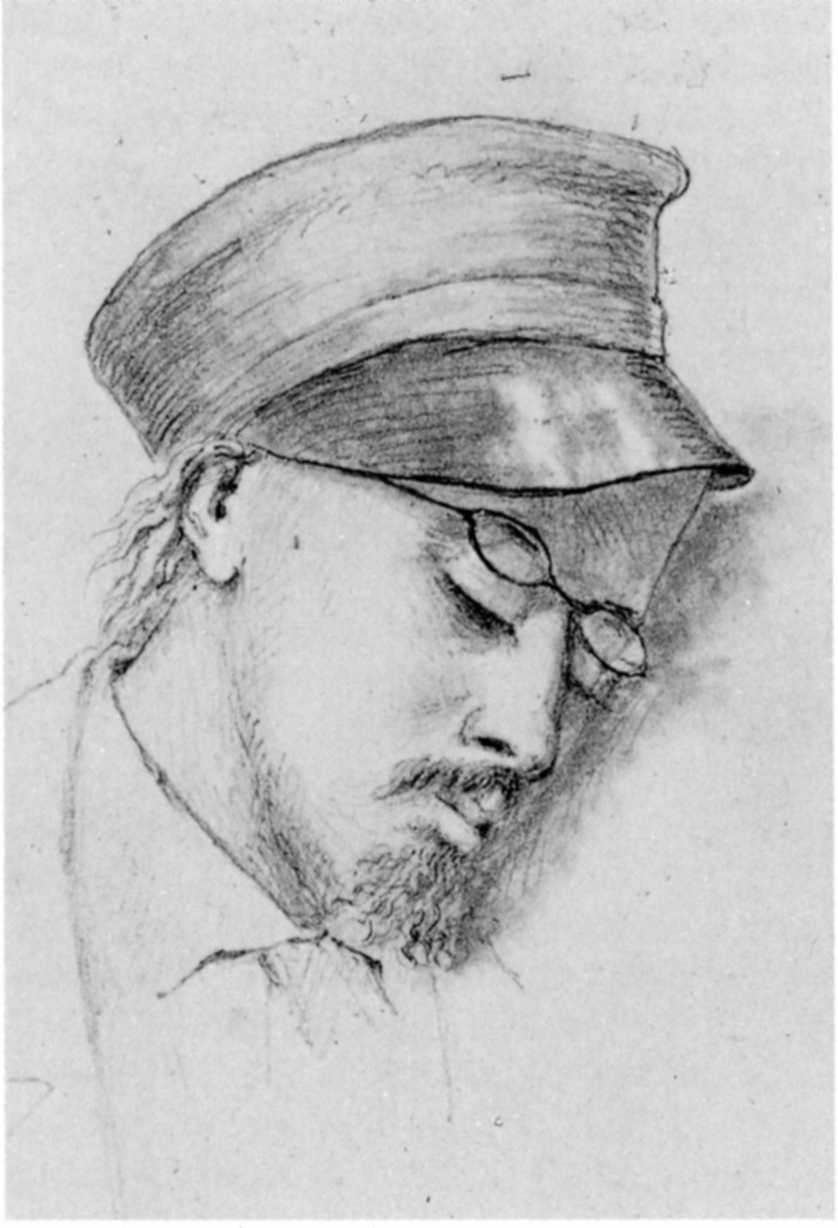
凯勒1841年的画作

凯勒早年丧父，家境贫寒。1833年他进入州立工业学校读书，但因参加反对教师的风潮被开除，于1834年成为风景画家斯泰格的学徒，1837年成为水彩画家鲁道夫·迈耶的学徒。1840年前往慕尼黑，在皇家美术学院学习了一段时间的艺术。他于1842年回到苏黎世，受到当时政治抒情诗的影响，凯勒开始进行诗歌创作。1846年他发表了他的第一首诗《格迪希特》。与此同时，他参加了导致1848年瑞士国家重组的激进运动。
1848年至1850年，凯勒获得苏黎世政府的助学金，在海德堡大学学习。他受到了哲学家费尔巴哈的影响，将激进主义扩展到宗教问题上。1850年起他到柏林接受戏剧作家培训。然而他写的不是戏剧，而是短篇小说和长篇小说。他于1851年出版了自己的反映革命斗争的诗集《新诗集》。哈特曼认为，正是在柏林的五年最终造就了凯勒的性格，让他从相当痛苦的悲观情绪转变成得较为温和。
1855年回到苏黎世后，凯勒出版了他的第一部短篇小说集《塞尔德维拉的人们》，小说集包含五篇故事，其中的《乡村的罗密欧与朱丽叶》被视作德语文学的杰作。而作为一位公认的作家，凯勒仍然一贫如洗。1860年戈特弗里德·凯勒出版了半自传体小说《绿衣亨利》的第一版。在让-雅克·卢梭回归自然学说的影响下，这本书最初旨在简短地叙述一位年轻艺术家的生命崩溃。小说的初版受到了文学界的冷遇，但1879年的修订版是一部全面而令人满意的艺术作品。
凯勒1861年成为苏黎世州首任政府秘书。上任之前，他发表了《七君子的小旗子》，指出了与社会进步相关的某些危险。政府秘书的职位让凯勒摆脱了多年的贫困，但也让他几乎没有时间继续小说创作。直到1872年，凯勒发表了《七个传说》，内容涉及早期基督教时代和《塞尔德维拉的人们》的第二部分。作为政府秘书工作了15年后，凯勒于1876年退休，重新开始文学活动。他在19世纪80年代完成了《绿衣亨利》的修订版和社会批判小说《马丁·萨兰德》。晚年的凯勒也和诗意现实主义的其他代表作家，如狄奥多·施笃姆通信。瑞士历史最悠久的文学奖-戈特弗里德·凯勒奖也以他的名字命名。

## 主要作品
- 《塞尔德维拉的人们》
- 《苏黎世中篇小说集》
- 《绿衣亨利》
- 《七个传说》

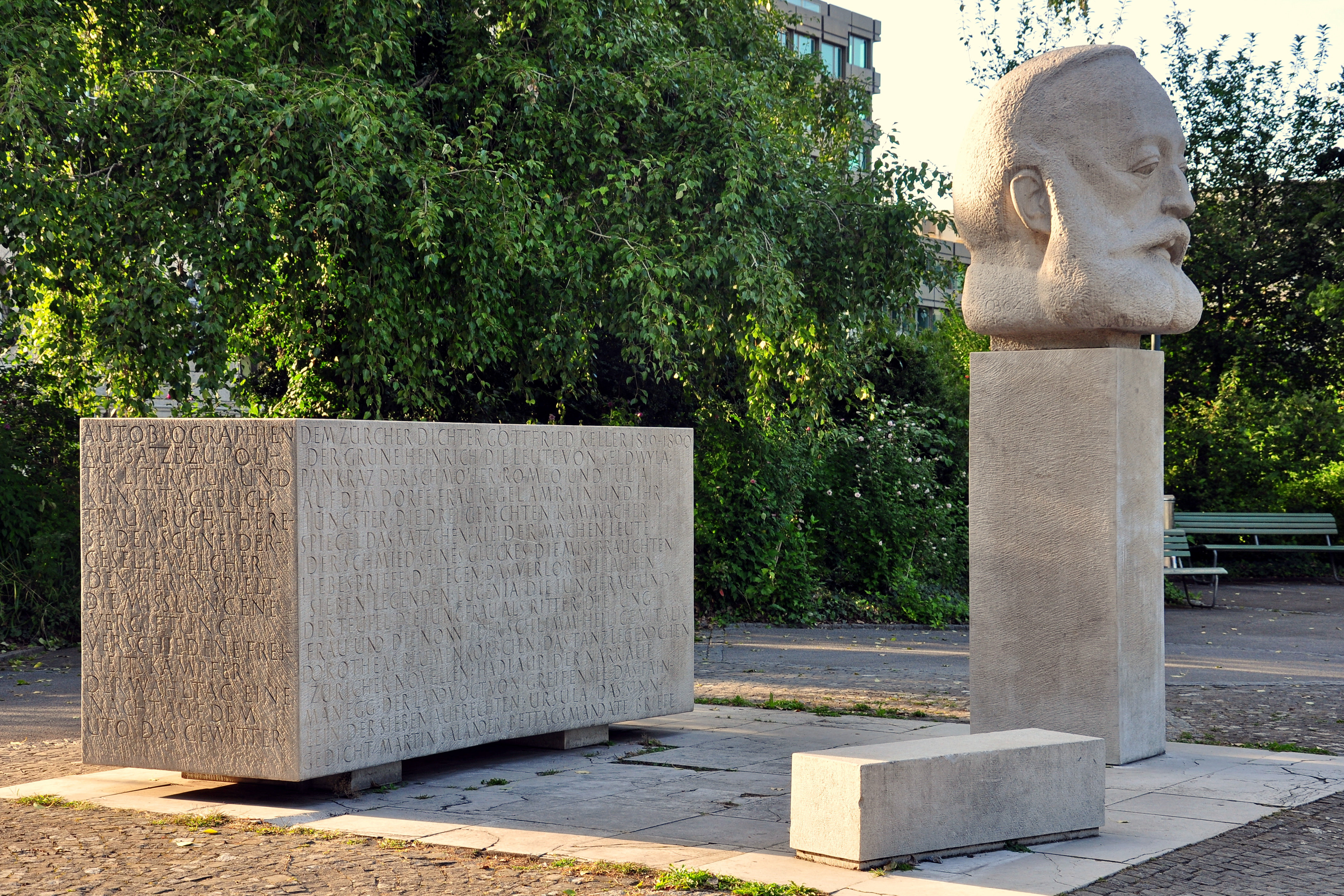
苏黎世的凯勒纪念碑

- 《马丁·萨兰德》讲述保持瑞士民主思想的马丁·萨兰德在社会角逐中不断受骗和失败。